# Hintere Breg
Die Hintere Breg ist ein 4,5 km langer Mittelgebirgsbach in der Stadtgemarkung von Furtwangen im Schwarzwald im baden-württembergischen Schwarzwald-Baar-Kreis, der in der Stadtmitte von rechts in die obere Breg mündet.

## Geographie

### Verlauf
Die Hintere Breg entspringt südlich des Rothansenhofes auf etwa 1000 m ü. NN. Sie fließt bald nach Nordwesten durch das Mäderstal. Danach wechselt sie langsam auf Nordostlauf. In Furtwangen am Hochschulgelände mündet sie zuletzt in ostnordöstlicher Richtung auf etwa 853 m ü. NN in die hier nicht einmal doppelt so lange  obere Breg. Insgesamt schlägt sie deshalb einen fast halbkreisförmigen Bogen nach Norden links um den Hausberg (1028,8 m ü. NN). Ihre Sohle fällt auf dieser Strecke im Mittel mit etwa 32 ‰.

### Einzugsgebiet
Die Hintere Breg hat ein Einzugsgebiet von 10 km² Größe, das naturräumlich zum Unterraum Südöstlicher Schwarzwald des Schwarzwaldes gerechnet wird. In längster Ausdehnung erstreckt es sich von seinem höchstens Punkt auf etwa 1110 m ü. NN südöstlich der Hinteren-Breg-Quelle beim Rothansenhofes nahe dem Gipfel des Kohlwasens (1112 m ü. NN) fast 6,0 km weit nordnordwestlich bis etwa zum Raben; quer dazu ist es maximal etwas über 3 km breit.
Im Norden und Osten grenzt es an das Einzugsgebiet der aufnehmenden Breg. Im Südosten entspringt dicht jenseits der Wasserscheide die Linach und auf ganz kurzem Stück ein Nebenfluss der Urach. Beide entwässern letztlich in die Breg und damit die Donau, die noch folgenden in die Wilde Gutach und damit über die Elz zum Rhein, weshalb die westliche Wasserscheide Teil der Europäischen Hauptwasserscheide zwischen den beiden großen Strömen ist. Im Südwesten konkurriert der rechte Oberlauf Heubach der Wilden Gutach, weiter nördlich dessen eigener Zufluss Bregenbach, zuletzt der Wilde-Gutach-Zufluss Teichbach.
Das gesamte Einzugsgebiet liegt in der Stadtgemarkung von Furtwangen. Der größere Anteil davon ist bewaldet. Neuere Siedlungen nehmen einen großen Teil des linken Hangs ab dem Zulauf des Staatsbergbachs ein.

### Zuflüsse und Seen
Hierarchische Liste der Zuflüsse von der Quelle zur Mündung. Gewässerlänge, Einzugsgebiet und Höhe nach den entsprechenden Layern auf der Onlinekarte der LUBW. Andere Quellen für die Angaben sind vermerkt.
Ursprung des Hinteren Breg auf etwa 1000 m ü. NHN knapp 200 Meter südöstlich des Hansenbauernhofes am Waldrand. Der Bach fließt zunächst nordwestlich durch das Mäderstal.
- Schnabelstalbach, von rechts und Osten auf etwa 894 m ü. NN am Sägehof, 2,0 km und ca. 1,5 km². Entsteht auf etwa 1040 m ü. NN östlich des Oberen Schnabelshofes im Wald.
- Hohtalbach, von links und Süden auf etwa 881 m ü. NN am Gurbeleck, 1,7 km und ca. 1,9 km². Entfließt auf etwa 965 m ü. NN am Hausebenehof einem Teich. Ab hier etwa Nordnordostlauf.
- Staatsbergbach, von links und Nordwesten auf etwa 873 m ü. NN am Beginn der geschlossenen Bebauung von Furtwangen nördlich der Talsportplätze, 1,5 km und ca. 1,3 km². Entsteht auf etwa 1000 m ü. NN am Südhang des Staatsbergs (1059 m ü. NN). AB hier etwa Nordostlauf.
  - Dorerhofbach, von rechts und Südwesten auf unter 880 m ü. NN an der Straßenkreuzung zu Füßen der Wohnbebauung am südöstlichen Staatsberghang, 1,0 km und ca. 0,8 km². Entsteht auf über 960 m ü. NN unterhalb eines Teiches am Staatsberghof.
- Ganterhofbach, von links und Nordwesten auf etwa 864 m ü. NN unmittelbar vor dem Bad, 2,4 km und ca. 1,5 km². Entsteht auf etwa 998 m ü. NN südlich von Raben in der Waldklinge Ganterloch.
- Ilbenbach, von links und Nordwesten auf etwa 860 m ü. NN nach dem Bad, 1,6 km und ca. 0,7 km². Entsteht auf etwa 950 m ü. NN an der Sprungschanze neben der Straße von Raben nach Furtwangen

Mündung der Hinteren Breg von rechts und zuletzt Westsüdwesten auf etwa 853 m ü. NN in Furtwangen in die Breg. Der Bach ist hier 4,5 km lang und hat ein Einzugsgebiet von 10,0 km².

## Geologie
Im Einzugsgebiet steht fast überall metamorpher Paragneis an. Am trennenden Bergrücken zwischen den Tälern der oberen Hinteren Breg und ihres ersten rechten Zuflusses Schnabelstalbach findet sich Heller Gangmagmatit aus dem Paläozoikum. Der nordwestlich ziehende Oberlauf des Baches folgt ungefähr einer vermuteten Störungslinie.

### LUBW
Amtliche Online-Gewässerkarte mit passendem Ausschnitt und den hier benutzten Layern: Lauf und Einzugsgebiet der Breg

Allgemeiner Einstieg ohne Voreinstellungen und Layer: Daten- und Kartendienst der Landesanstalt für Umwelt Baden-Württemberg (LUBW) (Hinweise)
1. 1 2 3  Höhe nach dem Höhenlinienbild auf dem Hintergrundlayer Topographische Karte.
2. 1 2  Länge nach dem Layer Gewässernetz (AWGN).
3. 1 2  Einzugsgebiet nach dem Layer Basiseinzugsgebiet (AWGN).
4. ↑  Einzugsgebiet abgemessen auf dem Hintergrundlayer Topographische Karte.

### Andere Belege
1. ↑  Heinz Fischer, Hans-Jürgen Klink: Geographische Landesaufnahme: Die naturräumlichen Einheiten auf Blatt 177 Offenburg. Bundesanstalt für Landeskunde, Bad Godesberg 1967. → Online-Karte (PDF; 4,0 MB)
2. ↑  Geologie nach: Mapserver des Landesamtes für Geologie, Rohstoffe und Bergbau (LGRB) (Hinweise)